# Mistrzostwa Afryki w Piłce Siatkowej Mężczyzn 2005
XV Mistrzostwa Afryki w piłce siatkowej mężczyzn odbyły się po raz piąty w historii w Kairze w Egipcie, w sumie Egipt był gospodarzem szóstego turnieju o mistrzostwo Afryki. W mistrzostwach wystartowało 10 reprezentacji i tym samym było to wyrównanie największej ilości drużyn walczących o mistrzostwo Afryki. Reprezentacja Egiptu zdobyła swój trzeci złoty medal mistrzostw Afryki w historii.

## Klasyfikacja końcowa
| Miejsce | Reprezentacja                 |
| ------- | ----------------------------- |
|         | Egipt                         |
|         | Tunezja                       |
|         | Kamerun                       |
| 4.      | Rwanda                        |
| 5.      | Nigeria                       |
| 6.      | Demokratyczna Republika Konga |
| 7.      | Maroko                        |
| 8.      | Południowa Afryka             |
| 9.      | Botswana                      |
| 10.     | Sudan                         |